# Prêmio Gershwin

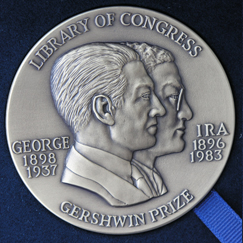
Anverso da medalha do Prêmio Gershwin de Música Popular da Biblioteca do Congresso de 2007 concedida a Paul Simon

O Prêmio Gershwin da Biblioteca do Congresso para a Canção Popular é um prêmio concedido a um compositor ou intérprete por suas contribuições para a música popular. Criado em 2007 pela Biblioteca do Congresso dos Estados Unidos, o prêmio leva o nome dos irmãos George e Ira Gershwin, cujas contribuições para a música popular incluíram canções como I Got Rhythm, Embraceable You e Someone to Watch Over Me, as peças orquestrais Rhapsody in Blue e An American in Paris e a ópera Porgy and Bess.

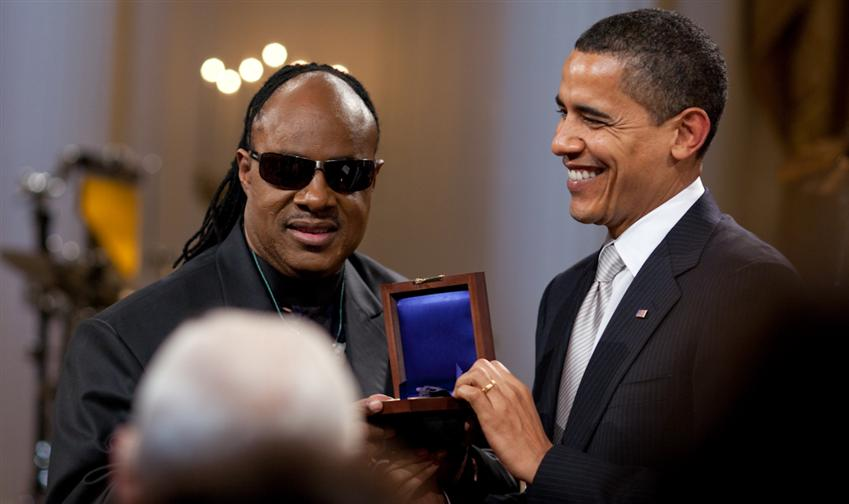
Stevie Wonder recebendo o Prêmio Gershwin na Casa Branca

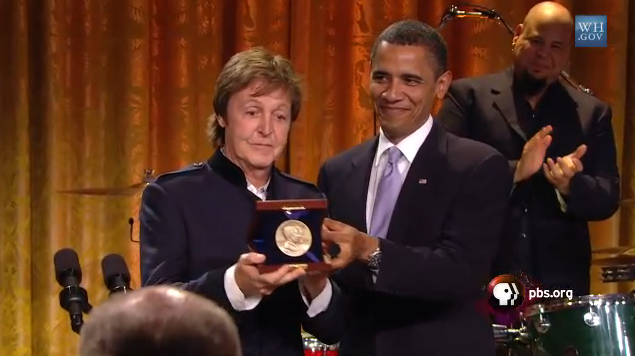
Paul McCartney recebendo o Prêmio Gershwin do presidente Barack Obama

O prêmio nacional de canção popular, eventualmente denominado Prêmio Gershwin, foi criado após o prêmio nacional de humor, o Prêmio Mark Twain do Kennedy Center. O projeto foi apresentado ao Bibliotecário do congresso James Billington em 2003. Os produtores executivos então firmaram parceria com os canais WETA, PBS e CPB. O Bibliotecário concedeu o primeiro prêmio em 2007 para reconhecer "o efeito profundo e positivo da música popular na cultura mundial" como parte da missão da Biblioteca de reconhecer e celebrar a criatividade. Dizem que o ganhador do Prêmio Gershwin "exemplifica o padrão de excelência associado aos Gershwins". Ao selecionar o homenageado, o Bibliotecário do Congresso trabalha com a equipe da Divisão de Música da Biblioteca, bem como com a comunidade musical em geral.

## Homenageados
| Ano  | Induzido | Induzido        |        |
| ---- | -------- | --------------- | ------ |
| 2023 |          | Joni Mitchell   | [ 2 ]  |
| 2022 |          | Lionel Ritchie  | [ 3 ]  |
| 2020 |          | Garth Brooks    | [ 4 ]  |
| 2019 |          | Gloria Estefan  | [ 5 ]  |
| 2019 |          | Emilio Estefan  | [ 5 ]  |
| 2017 |          | Tony Bennett    | [ 6 ]  |
| 2016 |          | Smokey Robinson | [ 7 ]  |
| 2015 |          | Willie Nelson   | [ 8 ]  |
| 2014 |          | Billy Joel      | [ 9 ]  |
| 2013 |          | Carole King     | [ 10 ] |
| 2012 |          | Burt Bacharach  | [ 11 ] |
| 2012 |          | Hal David       | [ 12 ] |
| 2010 |          | Paul McCartney  | [ 13 ] |
| 2009 |          | Stevie Wonder   | [ 14 ] |
| 2007 |          | Paul Simon      | [ 15 ] |